# Médaille d'honneur communale
La médaille d’honneur communale est une médaille civile française. 

## Histoire
Le décret n°87-594 du 22 juillet 1987 (modifié) ainsi qu’à l’arrêté du 26 décembre 1990, art. 1er, précisant son aspect visuel.

## Bénéficiaires et structure

### Bénéficiaires
La médaille d'honneur communale peut être attribuée à :
- Élu local qui n'est pas également député ou sénateur (un élu local qui est également député ou sénateur doit attendre la fin de son mandat parlementaire pour faire la demande de médaille)
- Membre du comité économique, social et environnemental de région
- Agent territorial (fonctionnaire ou contractuel)
- Agent d'un office public de l’habitat (OPH)
- Agent d'une caisse de crédit municipal
- Agent de l'État ayant rendu des services pour le compte de ces collectivités locales et établissements publics[2].

### Structure
La médaille d'honneur communale comporte 3 échelons :
- Argent, accordée pour 20 ans de services accomplis
- Vermeil, accordée pour 30 ans de services accomplis
- Or, accordée pour 35 ans de services accomplis[2].

### Attributions
Il y a 2 promotions par an :
- 1er janvier ;
- 14 juillet[3].